# Gesonia fallax
Gesonia fallax är en fjärilsart som beskrevs av Butler 1879. Gesonia fallax ingår i släktet Gesonia och familjen nattflyn. Inga underarter finns listade i Catalogue of Life.